# Octobre 1917

## Événements
- En Chine, hostilités entre les forces du Guomindang réfugiées à Shanghai et les militaires du Nord.
- Russie : le Parti bolchévique obtient la majorité au IIe Congrès panrusse des Soviets.

- 7 octobre, France : retour à l'heure normale.

- 13 octobre, Portugal : Miracle du soleil, ou la danse du soleil : phénomène solaire observé à Fátima, dans le cadre de ses apparitions mariales.

- 15 octobre, France : la néerlandaise Mata Hari, condamnée à mort pour espionnage en faveur de l’Allemagne, est fusillée au Fort de Vincennes.

- 16 octobre : Lénine gagne Pétrograd.

- 18 octobre : début du règne de Ahmed Fouad, sultan d’Égypte.

- 19 octobre : gouvernement Nils Edén en Suède (fin en 1920). Karl Hjalmar Branting, ministre des Finances en Suède (fin en 1918).

- 19 au 20 octobre : grand raid aérien nocturne allemand sur le Royaume-Uni.

- 21 octobre : premier vol de l'hydravion Curtiss HS-1.

- 23 octobre, Russie : le Comité central vote en faveur de l’insurrection. Un bureau politique est élu (Lénine, Zinoviev, Kamenev, Trotsky, Staline, Sokolnikov, Boubnov).

- 24 octobre, France : après plus de six mois de combats au Chemin des Dames, Pétain lance une offensive contre le fort de La Malmaison qui permet la reconquête du nord-ouest du Chemin des Dames.

- 24 octobre - 9 novembre : offensive autrichienne victorieuse en Italie. L’armée impériale franchit le Tagliamento, atteint la Piave et fait 300 000 prisonniers. Défaite italienne de Caporetto dans la vallée de l’Isonzo par les Autrichiens. Le front est enfoncé sur 50 km et les pertes sont considérables. Luigi Cadorna est remplacé au haut commandement par le général Diaz. L’armée tient le Piave, aidée par des divisions franco-britanniques.
- 25 octobre, URSS, révolution bolchévique, le gouvernement provisoire et renversé et il n'y a aucune effusion de sang. En 33h, le parti bolchévique dont les principaux représentants sont Vladimir Ilitch Oulianov et Léon Trotsky appliquent des réformes qui n'ont pas été faites en huit mois par le gouvernement provisoire.

- 26 octobre : 
  - Le Brésil s'engage dans la Première Guerre mondiale aux côtés des alliés, après avoir subi des attaques de sous-marins allemands contre ses bateaux de commerce.
  - Lénine est élu à la tête du Comité central du Parti bolchévique.

- 29 octobre : premier vol du clone américain du de Havilland DH.4, équipé de moteurs « Liberty ».

- 31 octobre : offensive Allenby en Palestine. Troisième bataille de Gaza (fin en novembre).

## Naissances
- 9 octobre : Louis Rubaud, maître fusilier marin français, compagnon de la Libération († 30 juin 1990).
- 10 octobre : Thelonious Monk, pianiste et compositeur de jazz américain († 17 février 1982).
- 11 octobre : John Acea, pianiste de jazz américain († 25 juillet 1963).
- 14 octobre : Isabel Robalino, avocate, syndicaliste et femme politique équatorienne († 31 janvier 2022).
- 20 octobre : Marcel Dupont, coureur cycliste belge († 6 mars 2008). 
  - Stéphane Hessel, diplomate, ambassadeur, résistant, écrivain et militant politique français († 27 février 2013).
- 21 octobre : Dizzy Gillespie, trompettiste de jazz américain († 6 janvier 1993).
- 29 octobre : Eddie Constantine, chanteur et acteur français d'origine américaine († 25 février 1993).
- 30 octobre : Maurice Trintignant, coureur automobile français († 13 février 2005).

## Décès
- 15 octobre : Mata Hari, espionne néerlandaise.
- 23 octobre : Eugène Grasset, est un graveur, affichiste et décorateur français d'origine suisse.(° 25 mai 1845)
- 31 octobre : Gilbert White Ganong, lieutenant-gouverneur du Nouveau-Brunswick alors qu'il était en fonction.